# Rudolf Trabold
 (mai 2022).
La mise en forme du texte ne suit pas les recommandations de Wikipédia : il faut le « wikifier ».
Les points d'amélioration suivants sont les cas les plus fréquents. Le détail des points à revoir est peut-être précisé sur la page de discussion.
- Les titres sont pré-formatés par le logiciel. Ils ne sont ni en capitales, ni en gras.
- Le texte ne doit pas être écrit en capitales (les noms de famille non plus), ni en gras, ni en italique, ni en « petit »…
- Le gras n'est utilisé que pour surligner le titre de l'article dans l'introduction, une seule fois.
- L'italique est rarement utilisé : mots en langue étrangère, titres d'œuvres, noms de bateaux, etc.
- Les citations ne sont pas en italique mais en corps de texte normal. Elles sont entourées par des guillemets français : « et ».
- Les listes à puces sont à éviter, des paragraphes rédigés étant largement préférés. Les tableaux sont à réserver à la présentation de données structurées (résultats, etc.).
- Les appels de note de bas de page (petits chiffres en exposant, introduits par l'outil «  Source ») sont à placer entre la fin de phrase et le point final[comme ça].
- Les liens internes (vers d'autres articles de Wikipédia) sont à choisir avec parcimonie. Créez des liens vers des articles approfondissant le sujet. Les termes génériques sans rapport avec le sujet sont à éviter, ainsi que les répétitions de liens vers un même terme.
- Les liens externes sont à placer uniquement dans une section « Liens externes », à la fin de l'article. Ces liens sont à choisir avec parcimonie suivant les règles définies. Si un lien sert de source à l'article, son insertion dans le texte est à faire par les notes de bas de page.
- La présentation des références doit suivre les conventions bibliographiques. Il est recommandé d'utiliser les modèles {{Ouvrage}}, {{Chapitre}}, {{Article}}, {{Lien web}} et/ou {{Bibliographie}}. Le mode d'édition visuel peut mettre en forme automatiquement les références.
- Insérer une infobox (cadre d'informations à droite) n'est pas obligatoire pour parachever la mise en page.

Pour une aide détaillée, merci de consulter Aide:Wikification.
Si vous pensez que ces points ont été résolus, vous pouvez retirer ce bandeau et améliorer la mise en forme d'un autre article.
Rudolf Trabold, né le 26 juillet 1873 à Berne, dans le canton de Berne, et mort le 5 février 1948 à Berne, est un écrivain, poète, dramaturge, peintre paysagiste et comédien suisse de langue allemande. À son décès a été fondée la fondation caritative « Rudolf Trabold-Stiftung ».
Œuvres principales
- Matthieu Schiner, un Suisse en pourpre
- La langue : une comédie en Bernois en 3 actes

## Biographie
Rudolf Louis Trabold naît le 26 juillet 1873 à Berne où il grandit. Il est le second fils d'Henri François Trabold et de Jeanne Susanna Suter. Sa famille a droit de cité communal à Zollikofen (Berne) depuis 1605, mais le nom de famille a été relevé dès 1558 en tant que bourgeois de la ville de Berne. Son frère ainé Emil, né en 1856, est directeur des douanes de Genève, au grade de Colonel à son décès en 1916.
Il fait ses études à l'Institut dentaire de Genève, à l’Université de Strasbourg et à l'École Dentaire de Paris, et obtient son diplôme de médecin dentiste,.
Il est assistant-dentaire à Graz, Toulouse, Strasbourg, Vienne et Bruxelles. Puis il exploite son cabinet dentaire à Strasbourg de 1905 à 1913, après quoi, il s'installe à Chambéry avec un associé jusqu'en 1941.
Il est membre de l'Association des écrivains bernois. Entamée dès son enfance, l'écriture devient plus sérieuse et prolifique à Strasbourg, où il a également travaillé pour les journaux Straßburger Post (de) et Kölnische Zeitung (de).
Auteur de poèmes (Stolze Träume, 1902), de romans (Zwei Dächer, 1911; Die Herrin von Wulatten, 1920; Matthäus Schiner, 1942) et de nouvelles (Im Widerschein, 1920) en allemand, il est aussi l'auteur de pièces en dialecte bernois : D'Spraach qui, créée à l'occasion de l'Exposition nationale de 1914, donna une importante impulsion aux commencements du Théâtre du Patrimoine (Heimatschutztheater) de Berne, Hurni Fritz (1921), Ächti Liebi roschtet nid (1921).
Il s'essaie au métier d'acteur, à Berne avec Rudolf von Tavel (de), puis à Glaris et Olten.
Peintre paysagiste, ses nombreux voyages en Afrique du Nord, Égypte, Corse, Dalmatie, Italie, Espagne, Grèce, France et lors de randonnées en montagne dans les Alpes, les Vosges et la Forêt-Noire, sont un terreau fertile pour ses travaux, exposés à Graz, Chambéry, Berne et Göttingen. Il a aussi pratiqué le dessin d'après nature dans une académie privée.
Après 1941, il retourne s'installer à Berne, et loge au 2 place du Théâtre, où il est assisté et soigné par sa nièce Clémence Ryser.
Il décède le 5 février 1948 « après une souffrance longue, difficile et bravement endurée ». Son éloge funèbre est prononcé le 7 février 1948 par son proche ami l'écrivain Emil Bebler (de),. Il est inhumé au cimetière de la Schosshalde de Berne le 7 février 1948.
Célibataire, à son décès sa famille se limite à sa nièce, désintéressée par sa fortune, et son beau-frère,,. Conformément au vœu de son dernier testament, la commune de Zollikofen créé le 13 mai 1950 une fondation nommée « Fondation Rudolf Trabold »,. Cette fondation, cadrée par les articles 80 à 88 du Code civil suisse est soumise à l'autorité de tutelle du Conseil municipal de Zollikofen : les membres de la fondation sont nommés chacun par le conseil municipal. Le patrimoine de la fondation s'élève en 2014 à plus de 100 000 francs suisses. Cette fondation à visée caritative soutient au moyen de bourses des jeunes filles et garçons de condition modeste résidant à Zollikofen, afin de faciliter leur apprentissage d'un métier.
En 2002, le label musical CPO édite un disque compact du compositeur Wilhelm Kienzl dans lequel la soprano Dagmar Schellenberger (de) chante Stille dans le cadre du cycle Moderne Lyrik,.

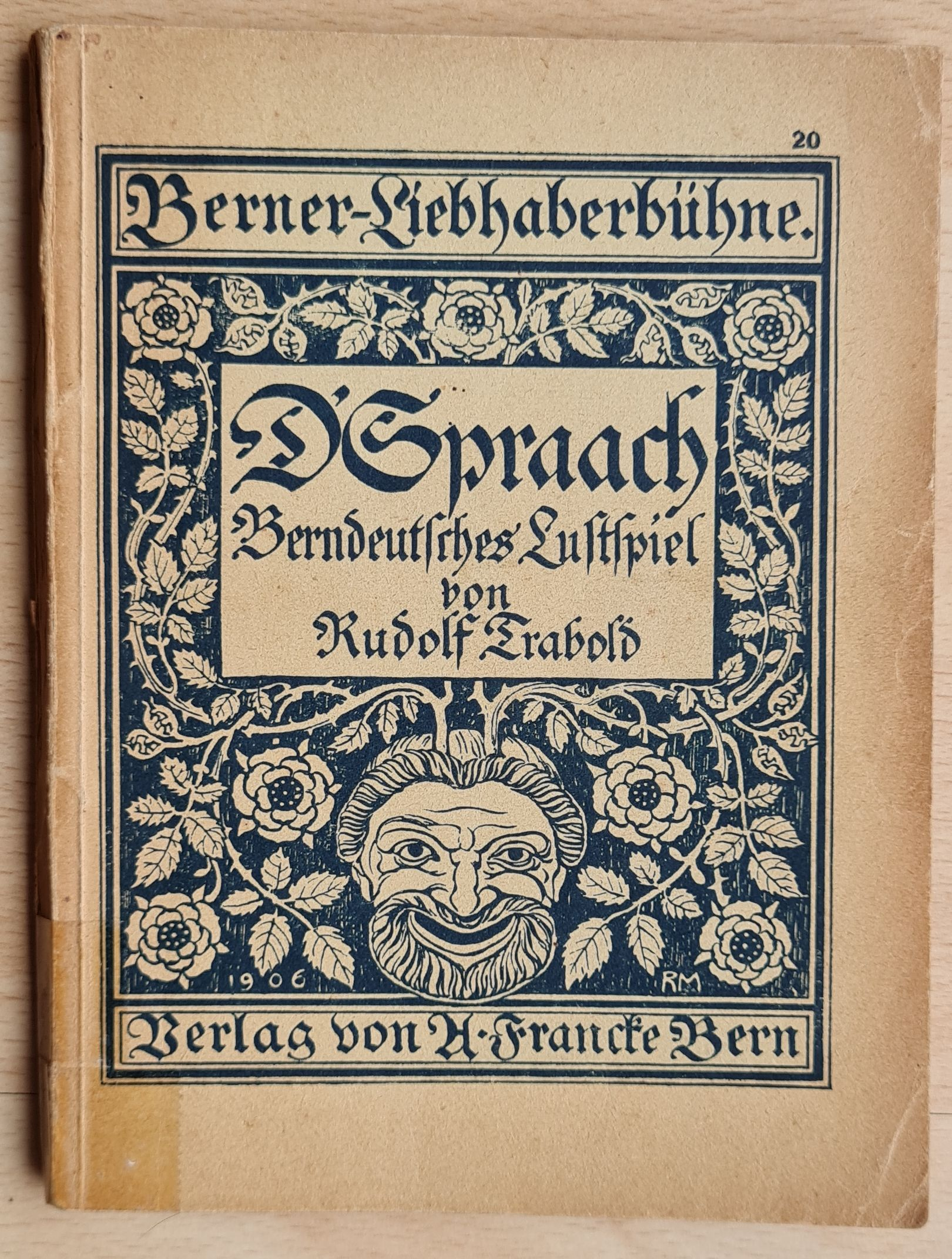
Livre D'Spraach: Ein berndeutsches Lustspiel in 3 Akten.
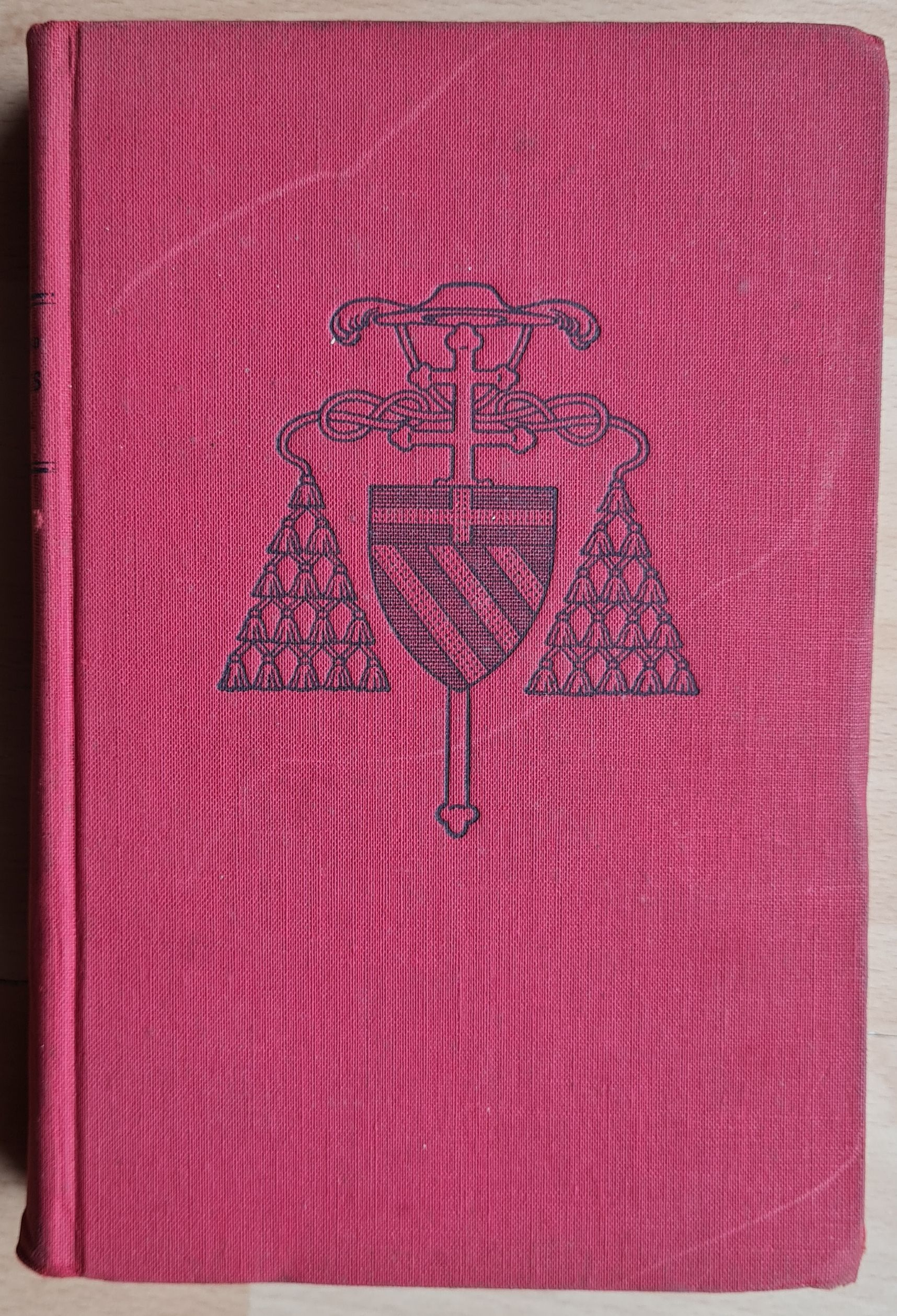
Livre Matthäus Schiner, ein Schweizer im Purpur.
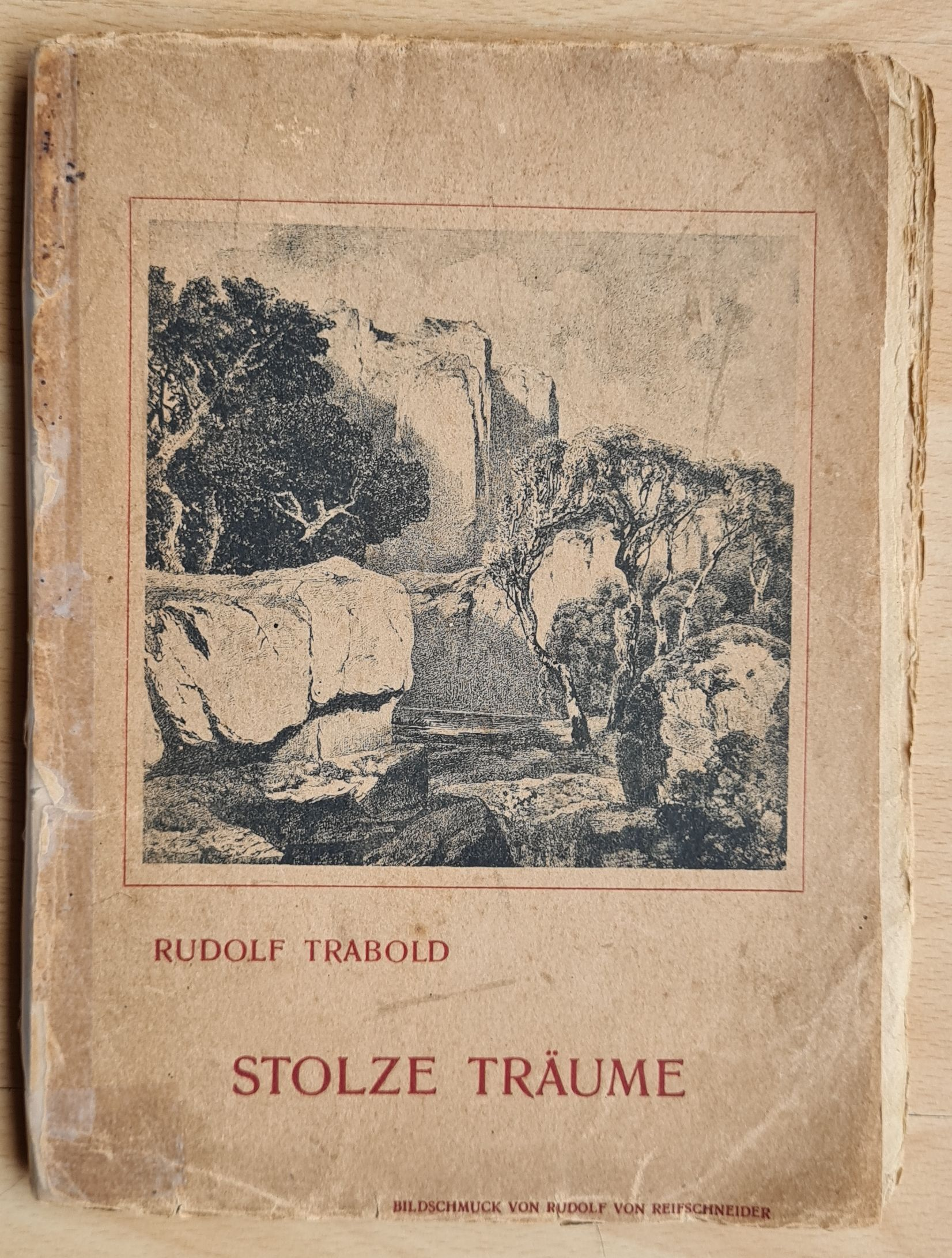
Livre Stolze Träume.
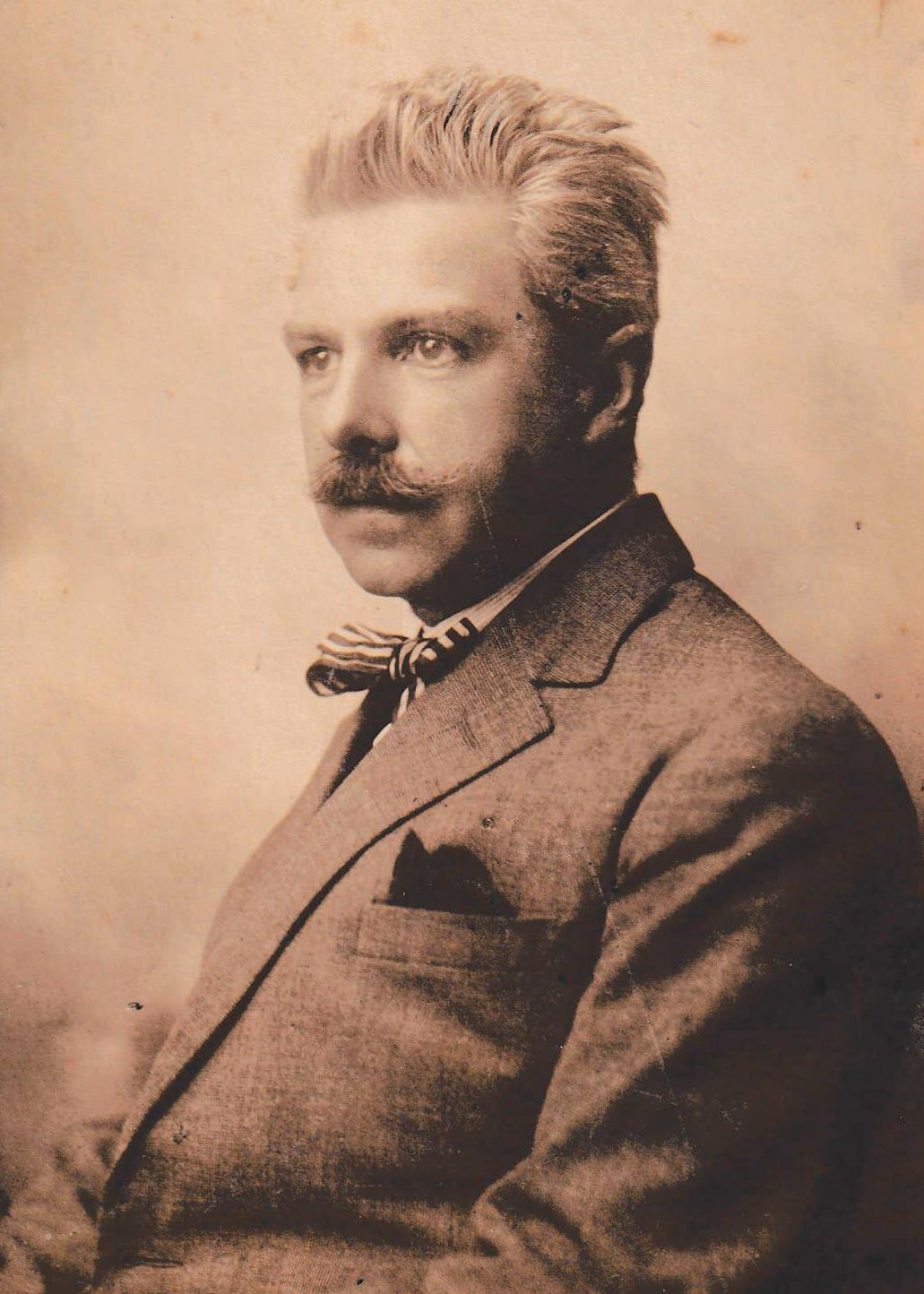
Rudolf Trabold à Chambéry.

## Œuvre

### Romans
Rédigés en Allemand standard.
- Deux toits : roman (Zwei Dächer : Roman), 1911, éditeur A. Francke (de), Berne[16],[17].
- La maîtresse de Wulatten (Die Herrin von Wulatten), 1920, éditeur Walter Trösch (de), Olten[18].
- Matthäus Schiner, un Suisse en pourpre : roman historique (Matthäus Schiner, ein Schweizer im Purpur : historischer Roman), 1942, éditeur A. Francke (de), Berne[19].

### Nouvelles
Rédigées en Allemand standard.
- Dans la réflexion (Im Widerschein : Novellen), 1920.

### Poèmes
Rédigés en Allemand standard.
- Rêves fiers (Stolze Träume : Gedichte), 1902, éditeur Verlag Neuer Lyrik, Wien & Leipzig.
- Ma mère (Meine Mutter), 1907[20].

### Théâtre

#### Pièces de théâtre
Rédigées en dialecte bernois.
- La langue : une comédie en Bernois en 3 actes (D'Spraach : Ein berndeutsches Lustspiel in 3 Akten), 1914, éditeur A. Francke (de), Berne[21].
- Hurni Fritz : pièce de théâtre en Bernois en 3 actes (Hurni Fritz : Berndeutsches Bühnenspiel in 3 Handlungen, 1921, éditeur Walter Trösch (de), Olten[22].
- Un amour vrai ne rouille pas : une pièce en 4 actes en patois bernois (Ächti Liebi roschtet nid : ein Spiel in 4 Handlungen in berndeutscher Mundart, 1921, éditeur Walter Trösch (de), Olten[23].

#### Chants
- Douze mélodies et chants pour une voix avec accompagnement au piano (Zwölf Lieder und Gesänge für eine Singstimme mit Klavierbegleitung).
- Tranquille (Stille), cycle Poésie moderne (Moderne Lyrik).